# Bóng sáng Min Min

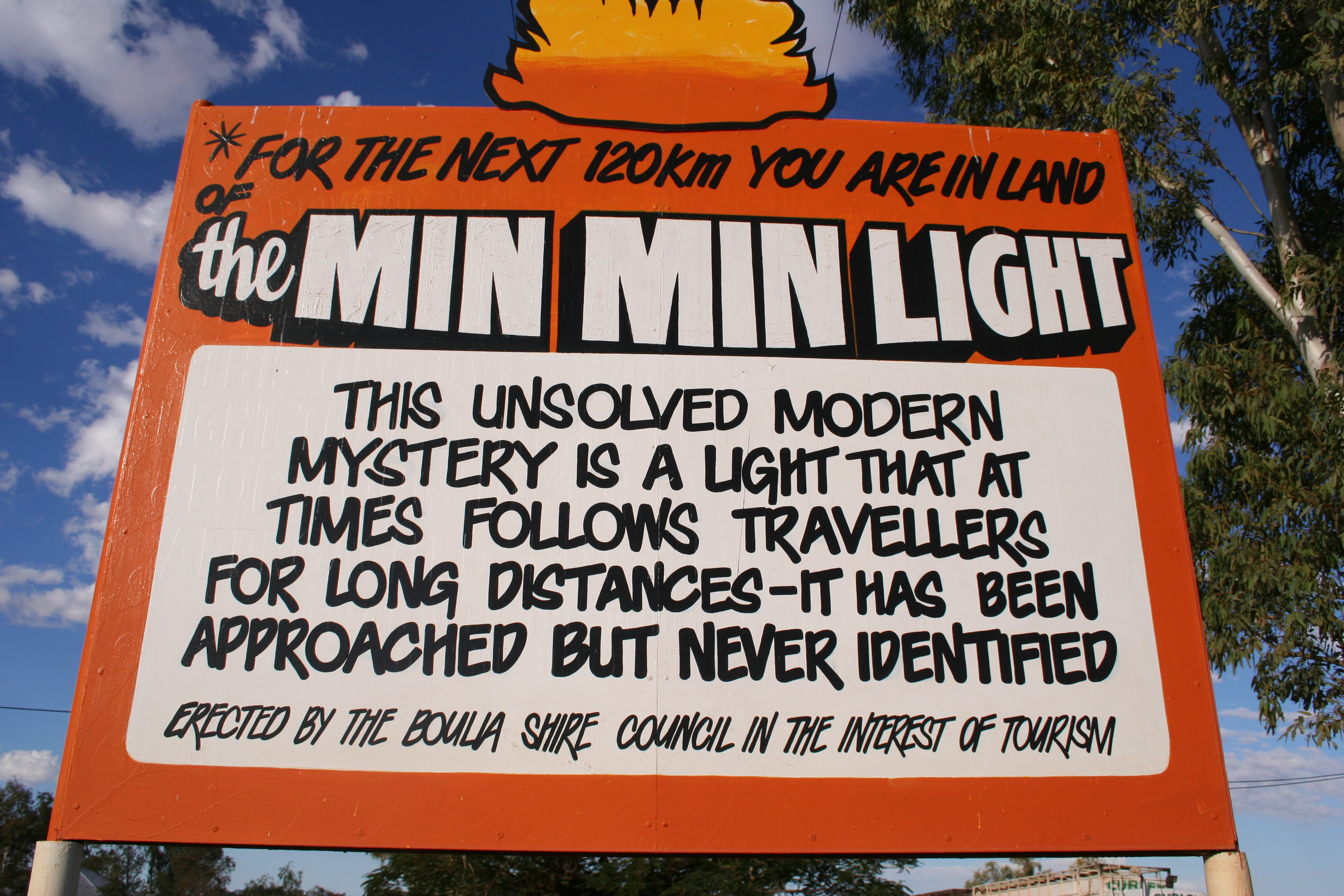
Tấm bảng cảnh báo về hiện tượng bóng sáng Min Min cho du khách tại Boulia, Queensland.

Ánh sáng Min Min (tiếng Anh: Min Min light) là một hiện tượng ánh sáng bất thường thường được báo cáo ở vùng hẻo lánh của Úc.
Những câu chuyện về ánh sáng này có thể được tìm thấy trong các huyền thoại của thổ dân trước khi người định cư châu Âu xuất hiện và từ đó trở thành một phần của văn hóa dân gian Úc rộng lớn hơn. Người thổ dân Úc cho rằng số lần nhìn thấy nó đã tăng lên cùng với sự xâm nhập của người châu Âu vào các vùng hẻo lánh. Trong khi nó đã được tuyên bố rằng lần đầu tiên được ghi lại là vào năm 1838, trong cuốn sách Sáu tháng ở Nam Úc, tuy nhiên sự kiện được mô tả trong cuốn sách cũng có thể là một hiện tượng khác.
Tên Min Min xuất phát từ một khu định cư nhỏ và khách sạn cùng tên nằm giữa các thị trấn vùng hẻo lánh của Boulia và Winton, nơi ánh sáng được quan sát bởi một người chăn nuôi gia súc vào năm 1918.
Theo văn hóa dân gian, ánh sáng đôi khi theo hoặc tiếp cận người và biến mất khi bị bắn, đôi khi rất nhanh chóng xuất hiện trở lại ngay sau đó, và bất cứ ai đuổi theo bóng sáng và bắt chúng sẽ không bao giờ trở lại để kể câu chuyện.

## Sự xuất hiện
Các báo cáo về hiện tượng này lan rộng khắp nước Úc. Ánh sáng đã được báo cáo từ phía nam xa như Brewarrina ở miền tây New South Wales, về phía bắc như Boulia ở miền bắc Queensland. Phần lớn các lần nhìn thấy được báo cáo đã xảy ra ở Channel Country. Một khu vực khác, nơi bóng sáng Min Min thường được báo cáo là Yunta, Nam Úc, được đặt ở giữa một lưu vực thấp nằm trong vùng có nhiệt độ cực lạnh.
Các câu chuyện kể về ánh sáng Min Min xuất hiện khác nhau, mặc dù chúng thường được mô tả như là ánh sáng mờ, hình đĩa xuất hiện để bay lượn ngay trên đường chân trời. Chúng thường được mô tả là màu trắng, mặc dù một số câu chuyện mô tả chúng là màu thay đổi từ trắng sang đỏ rồi thành xanh lục và ngược lại. Một số chuyện kể bóng sáng trông mờ; những người khác mô tả chúng là đủ sáng để chiếu sáng mặt đất dưới chúng và bay qua các vật thể gần đó được xác định rõ ràng.

## Đặc điểm và hành vi
Một số nhân chứng mô tả ánh sáng khi xuất hiện để tiếp cận họ nhiều lần trước khi rút lui. Những người khác báo cáo rằng đèn đã có thể theo kịp với họ khi họ đang ở trong một chiếc xe có động cơ di chuyển.

## Giả thuyết
Vẫn còn tranh cãi về việc liệu bóng sáng Min Min có phải là hiện tượng thực sự không, và nếu có thì nguyên nhân tồn tại có thể của nó là gì. Nhiều giả thuyết khác nhau đã được đưa ra để giải thích về ánh sáng Min Min, bao gồm:

### Phát quang sinh học
Có nhà khoa học đã được đưa ra giả thuyết rằng bóng sáng có thể là kết quả của côn trùng bay thành từng đàn, rồi phát quang sinh học sau khi bị ô nhiễm bởi các tác nhân tự nhiên, được tìm thấy trong nấm địa phương, hoặc các loài cú với nguồn phát quang tự nhiên của chúng. Cho đến nay, không ai bắt được hoặc quan sát thấy một con vật có những đặc điểm này. Cũng không có nguồn phát quang sinh học nào đủ sáng như nó.

### Ánh sáng vật lý
Giả thiết thứ hai là ánh sáng là kết quả của hiện tượng địa vật lý đã biết, chẳng hạn như áp điện hay khí hơi khắc nghiệt. Tuy nhiên, ánh sáng Min Min thường được báo cáo ở các khu vực mà không có các điều kiện địa chất địa vật lý này.

### Khúc xạ
Nhà thần kinh học Jack Pettigrew đã gợi ý rằng ánh sáng Min Min là hiện tượng ảo ảnh ngược "Fata Morgana". Fata Morgana là một hiện tượng ảo ảnh quang học tự nhiên, là sự bóp méo và đảo ngược của những vật thể từ xa có thể xuất hiện từ phía trên đường chân trời. Điều này, có thể dẫn đến một số đối tượng nằm dưới mức vị trí ảo ảnh được quan sát thấy.

## Trong văn hóa đại chúng
Bóng sáng Min Min xuất hiện trong tập đầu tiên của mùa thứ hai của loạt phim truyền hình trên web Wolf Creek của Úc.